# Jan Černý (chirurg)
Jan Černý (* 16. února 1941 Brno) je český lékař, kardiochirurg a transplantolog, vysokoškolský pedagog a v letech 1990–2005 ředitel nezávislého Centra kardiovaskulární a transplantační chirurgie v areálu Fakultní nemocnice u sv. Anny v Brně. Je také emeritním předsedou České společnosti kardiovaskulární chirurgie České lékařské společnosti Jana Evangelisty Purkyně.
Dne 28. října 2011 jej prezident republiky Václav Klaus vyznamenal Medailí Za zásluhy o stát v oblasti vědy.

## Lékařská kariéra
Gymnázium ukončil již ve věku šestnácti let. Po odmaturování pokračoval na Lékařské fakultě Masarykovy univerzity, kde promoval ve dvaceti dvou letech, roku 1963. Od třetího roku vysokoškolského studia stážoval na brněnské I. chirurgické klinice profesora Podlahy, kde do ukončení studia uskutečnil 54 operací a začal se také věnovat experimentální cévní chirurgii.
Po absolutoriu nastoupil na chirurgickou praxi v rumburské nemocnici. Atestaci I. stupně vykonal v roce 1967 a atestaci II. stupně z chirurgie o čtyři roky později. Od roku 1968 působil na všeobecné chirurgii II. chirurgické kliniky Fakultní nemocnice u svaté Anny. V roce 1971 poprvé odoperoval srdce. O třináct let později se stal přednostou Oddělení kardiochirurgie tamní nemocnice, které se stalo předchůdcem Centra kardiovaskulární a transplantační chirurgie založeného v roce 1990. Jan Černý byl jmenován jeho ředitelem. Od roku 1991 působí centrum jako samostatný nezávislý subjekt na nemocnici.
První brněnskou transplantaci srdce provedl v roce 1992. O tři roky později získal primát v rámci České republiky, když jako první transplantoval srdce u dítěte a za další tři roky pak realizoval první českou kombinovanou transplantaci srdce a ledviny. Roku 2005, kdy jeho tým uskutečnil první kombinovanou transplantaci srdce, jater a ledviny v celé Evropě, jej ministr zdravotnictví David Rath odvolal z funkce v souvislosti s Černého kritickým postojem k projektu ICRC. Nástupcem byl jmenován doktor Roman Kraus. Černý se do ředitelského postu vrátil na období 2006–2007.
Roku 1980 získal vědecký titul kandidát věd (CSc.). V roce 1984 se habilitoval pro obor chirurgie (docent) a roku 1991 úspěšně podstoupil jmenovací řízení ve stejném oboru (profesor).
Je ženatý, má dvě dcery.

## Ocenění
Přehled je neúplný.
- Cena Johanna Gregora Mendela za vznik a ověření techniky transplantace jater na prasatech,
- Státní cena (1986) za výzkumnou činnost programu totální srdeční náhrady,
- Národní cena (1987) za spoluvývoj a klinickou aplikaci použití první české pletené cévní protézy „Mikrofroté“,
- Medaile Za zásluhy II stupeň (2011).
- Cena města Brna za rok 2010 (2011)[1]